# Onmyōji (manga)
Pour les articles homonymes, voir Onmyōji.
Onmyōji (陰陽師, Onmyōji) est un manga de Reiko Okano adapté du roman Onmyōji de Baku Yumemakura. Il est paru de 1993 à 1995 dans Comic Birz puis Melody et publié en 13 volumes de 1994 à 2005 par Hakusensha. L'édition française paraît depuis 2007 par Delcourt et sept tomes sont sortis en mars 2013.
Oscillant entre seinen et shōjo, cette œuvre difficile suit les périples de Abe no Seimei, un maître de l'onmyōdō, art divinatoire traditionnel japonais. Elle a valu a Okano le Grand Prix au prix culturel Osamu Tezuka en 2001.

### Documentation
- Émilie Nogaro, « Onmyôji », dans Manga 10 000 Images n°3, Versailles : Éditions H, septembre 2010, p. 202-205.
- Paul Gravett (dir.), « De 1990 à 1999 : Onmyōji », dans Les 1001 BD qu'il faut avoir lues dans sa vie, Flammarion, 2012 (ISBN 2081277735), p. 602.